# Leucopsar rothschildi
Lo storno di Bali (Leucopsar rothschildi Stresemann, 1912), conosciuto dalla popolazione locale come Jalak Bali, è un uccello della famiglia degli Sturnidae presente solo sull'isola di Bali, in Indonesia. È l'unica specie del genere Leucopsar.

## Descrizione
È un uccello di medie dimensioni, lungo fino a 25 cm, tarchiato, quasi completamente bianco. Sul capo presenta una cresta di penne rivolte all'indietro. La punta delle ali e la parte terminale della coda sono nere, mentre intorno agli occhi ha una mascherina di pelle nuda di colore blu. Le zampe sono grigie e il becco è giallo. Entrambi i sessi sono simili.

## Biologia

### Comportamento
Lo storno di Bali è solito rimanere nascosto tra le fronde degli alberi e, a differenza di altri storni, scende a terra solo per bere. Questo è un adattamento dovuto al fatto che il suo piumaggio candido lo rende immediatamente riconoscibile ai predatori negli spazi aperti. Spesso si riunisce in gruppi per aiutarsi a vicenda nella ricerca del cibo e per meglio difendersi dai predatori.
La dieta di questo uccello include frutti, semi, insetti e altri piccoli invertebrati.

### Riproduzione
Durante la stagione degli accoppiamenti, i maschi attirano le femmine con un forte richiamo e dondolando su e giù. Il nido viene costruito all'interno delle cavità degli alberi, dove la femmina depone due o tre uova. Sia i maschi che le femmine si occupano di portare il cibo al nido per i pulcini dopo la schiusa.

## Tassonomia
Classificato nel genere monotipico Leucopsar, questo uccello sembra essere imparentato con le specie del genere Sturnia, in particolare con Sturnia pagodarum. Tuttavia questa classificazione potrebbe presto essere rivista, poiché il genere Sturnia è altamente parafiletico. L'epiteto specifico è dedicato allo zoologo britannico Lionel Walter Rothschild.

## Distribuzione e habitat
Lo storno di Bali si trova solo sull'isola di Bali, in Indonesia, dove è l'unica specie vertebrata endemica (una sottospecie endemica, la tigre di Bali, è estinta dal 1937). Questo uccello fu scoperto nel 1910, e dal 1991 è il simbolo della fauna dell'isola.

## Conservazione

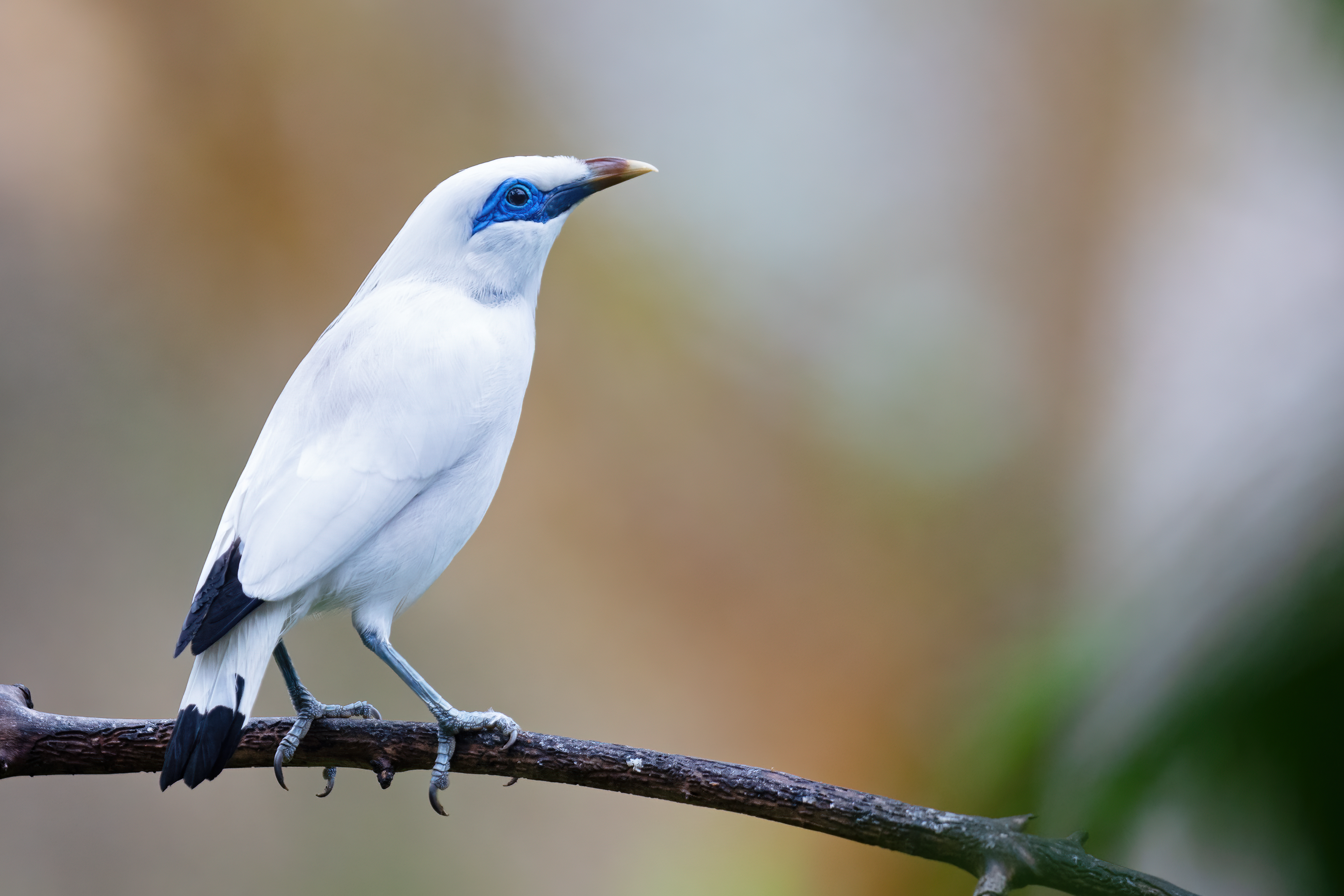
Esemplare fotografato nel parco nazionale di Bali Barat.

Lo storno di Bali è in pericolo critico, e per molti anni è stato sull'orlo dell'estinzione in natura. Questo uccello è segnalato nell'Appendice I del CITES. Il commercio di esemplari della specie, anche se allevati in cattività, è fortemente limitato, e generalmente è vietato per tutti i soggetti privati. Tuttavia alcuni avicoltori esperti affiliati ai programmi di reintroduzione e allevamento in cattività hanno il permesso per possedere legalmente questi uccelli. Si pensa che gli esemplari allevati in cattività siano circa un migliaio. Tuttavia questo numero è destinato a raddoppiare se si tiene conto degli esemplari venduti sul mercato nero.
Gli unici due luoghi esistenti in natura dove questo uccello è presente allo stato selvatico sono il Parco nazionale di Bali Barat e la piccola isola di Nusa Penida.
La stima degli uccelli presenti nel Parco nazionale di Bali Barat negli anni '80 era di 350 esemplari. Negli anni '90 furono rilasciati oltre 400 esemplari allevati in gabbia per tentare di aumentare questo numero. Ma nel 2005 le autorità del parco stimarono gli esemplari rimasti in meno di 10. Questo declino fu causato soprattutto dai bracconieri, attirati qui dal lucrativo commercio illegale di uccelli rari.
La seconda e più ampia popolazione di storni di Bali si trova oggi sull'isola di Nusa Penida e sulle vicine isole di Nusa Ceningan e Nusa Lembongan, che si trovano a circa 14 chilometri al largo della costa meridionale di Bali. 64 esemplari allevati in gabbia furono rilasciati a Nusa Penida nell'arco di due anni a partire dal 2006 dall'associazione denominata Friends of the National Parks Foundation (FNPF), un'organizzazione non governativa che si occupa del programma di ripopolamento di questi uccelli sull'isola. Il programma di monitoraggio successivo operato dalla FNPF ha mostrato che nel 2009 il numero di esemplari era aumentato di 100 unità, e che gli uccelli avevano colonizzato pressoché tutta l'isola. Alcuni si erano anche riprodotti a Nusa Ceningan e a Nusa Lembongan.
Il successo di questo programma è dovuto soprattutto alla scomparsa del bracconaggio e ad un efficace programma di allevamento, riabilitazione e rilascio di esemplari.
L'obiettivo di debellare il bracconaggio fu raggiunto dal dottor I. Gede Nyoman Bayu Wirayudha e dalla FNPF, dopo essere riusciti a convincere gli abitanti di Nusa Penida a proteggere gli uccelli. La FNPF ha trascorso due anni tentando di illustrare alle autorità dell'isola l'importanza della conservazione di questo uccello. Nel 2006, tutti i 35 villaggi decretarono all'unanimità di integrare le norme per la protezione dello storno di Bali all'interno delle loro regole tradizionali, rendendo di fatto la sua salvaguardia un obbligo sociale e spirituale per tutti. Lo storno di Bali e gli altri uccelli in pericolo liberati dalla FNPF sull'isola sono così protetti dalle comunità locali. Il monitoraggio portato avanti dall'associazione ha mostrato che nessuno degli uccelli rilasciati o dei loro discendenti è stato oggetto di bracconaggio.